# 2004 في بيرو
فيما يلي قوائم الأحداث التي وقعت خلال عام 2004 في بيرو.

## سياسة

### تعيين في المنصب
- 16 فبراير – بيدرو بابلو كوشينسكي وزير الاقتصاد والمالية  [لغات أخرى]‏.

## رياضة
- 1 يناير – كوبا أمريكا 2004

## أفلام
من الأفلام التي صدرت هذه السنة في بيرو:
- 19 مايو – يوميات دراجة النارية من إخراج والتر سالس.